# Мідвілл (Джорджія)
Мідвілл (англ. Midville) — місто (англ. city) в США, в окрузі Берк штату Джорджія. Населення — 385 осіб (2020).

## Географія
Мідвілл розташований за координатами 32°49′17″ пн. ш. 82°14′7″ зх. д. / 32.82139° пн. ш. 82.23528° зх. д. (32.821272, -82.235266).  За даними Бюро перепису населення США в 2010 році місто мало площу 5,17 км², з яких 5,15 км² — суходіл та 0,02 км² — водойми.

## Демографія
Згідно з переписом 2010 року, у місті мешкало 269 осіб у 103 домогосподарствах у складі 67 родин. Густота населення становила 52 особи/км².  Було 140 помешкань (27/км²).
Расовий склад населення:
| - 49,8 % — чорних або афроамериканців - 48,0 % — білих - 0,7 % — азіатів |

До двох чи більше рас належало 1,1 %. Частка іспаномовних становила 1,9 % від усіх жителів.
За віковим діапазоном населення розподілялося таким чином: 26,4 % — особи молодші 18 років, 57,2 % — особи у віці 18—64 років, 16,4 % — особи у віці 65 років та старші. Медіана віку мешканця становила 40,8 року. На 100 осіб жіночої статі у місті припадало 103,8 чоловіків;  на 100 жінок у віці від 18 років та старших — 96,0 чоловіків також старших 18 років.
Середній дохід на одне домашнє господарство  становив 41 207 доларів США (медіана — 37 500), а середній дохід на одну сім'ю — 43 613 долари (медіана — 41 250). За межею бідності перебувало 17,3 % осіб, у тому числі 11,3 % дітей у віці до 18 років та 29,1 % осіб у віці 65 років та старших.
Цивільне працевлаштоване населення становило 83 особи. Основні галузі зайнятості: виробництво — 25,3 %, роздрібна торгівля — 20,5 %, оптова торгівля — 9,6 %, освіта, охорона здоров'я та соціальна допомога — 8,4 %.